# Menippe adina
Menippe adina is een krabbensoort uit de familie van de Menippidae. De wetenschappelijke naam van de soort is voor het eerst geldig gepubliceerd in 1986 door Williams & Felder.